# CryEngine 3
CryEngine 3 é um motor de jogo lançado oficialmente pela empresa alemã Crytek em outubro de 2009, para uso em Microsoft Windows, PlayStation 3 e Xbox 360. Foi apresentada em março de 2009, na Conferência de Desenvolvedores de Jogos 2009 (do inglês Game Developers Conference). Para desenvolvimento no computador, o motor utiliza as bibliotecas DirectX 9, 10 ou 11.
Em junho de 2009, foi anunciado que o jogo Crysis 2 foi desenvolvido pela Crytek utilizando o CryEngine 3, tendo o teaser liberado em seguida.
Em agosto de 2011, a Crytek liberou a CryEngine 3 para download de forma gratuita, liberado para uso em desenvolvimento sem fins lucrativos, com o lançamento do jogo eletrônico de forma gratuita. No caso de fins lucrativos, a desenvolvedora deve repassar 20% dos lucros obtidos para a Crytek.

## Ficha Técnica
O motor tem tecnologias gráficas avaçadas de física e animação, buscando um novo tipo de "realismo", melhorando a jogabilidade. Além de outras características:
- WYSIWYG simultânea em todas as plataformas no editor Sandbox
- Hot-update para todas as plataformas no editor Sandbox
- Gráfico de fluxo
- Vegetação, terreno e sistema de geração de cobertura
- Sistema de partículas em tempo real soft & FX editor integrado
- Caminho & ferramentas do rio
- Criador do veículo
- Suporte Multi-Core
- Tempo real de iluminação global dinâmico
- Iluminação diferidos
- Iluminação natural e dinâmico sombras suaves
- Volumétrica, e nebulização camada distância vista
- Mapas normais e mapas oclusão paralaxe
- Screen Space Ambient Occlusion
- "Tecnologia Uber Shader"
- Adaptação e high dynamic range (HDR)
- Movimentação a altas velocidade embaçada e profundidade de campo
- Sistema de animação de caracteres
- Sistema de individualização de caracteres
- Animação esquelética sofisticada
- Soluções processuais entortar movimento e IK
- Editor de animação facial
- Espalhamento Subsurface
- AI sistema de edição
- Dynamic pathfinding
- A geração automática de malha de navegação
- Efeitos naturais
- CGI tempo de qualidade do sistema de dia
- 3D de alta qualidade da água
- Volumétrico de feixes de luz dinâmica e efeitos de luz veio
- Streaming ambientes
- Integrated multi-threaded motor de física
- Interactive & ambientes destrutíveis
- Ferramentas de análise de desempenho
- Desenvolvimento camadas Sandbox
- Renderização offline
- Compilador de recursos
- Data-driven sistema de som
- No jogo de mistura e profiling
- Sons e música interativa
- Áudio ambiental
- Textura de alta velocidade de processamento
- Quatro sons-chave em animações
- Modos de som

## Jogos desenvolvidos
- ASTA
- ArcheAge
- Cabal 2
- Class 3
- Crysis 2
- Crysis 3
- Forged by Chaos
- Lichdom
- Nexuiz
- Ryse
- Sniper:Ghost Warrior 2
- State of Decay
- Tour Golf Online
- Warface